# 名為帝國的記憶
《名為帝國的記憶》（英語：A Memory Called Empire）是2019年出版的科幻小說，阿卡蒂·馬婷 （Arkady Martine）的處女作。它的故事跟隨瑪希特·德茲梅爾，這位拉賽爾太空站派往泰斯凱蘭帝國的大使，調查她前任大使的死亡以及支持這個社會動盪不安的因素。這本書獲得2020年雨果獎最佳長篇小說。

## 概要
該作背景設定在某個未來，泰斯凱蘭帝國統治大多數人類太空世界，而且打算併吞拉賽爾，一個獨立的採礦太空站。泰斯凱蘭帝國要求替換大使葉茲凱德·阿哈敏，拉賽爾指派瑪希特·德茲梅爾———她和葉茲凱德一樣，是泰斯凱蘭文化的崇拜者。瑪希特在她腦中裝有個秘密的「圖像機器」（imago machine），裡面紀錄葉茲凱德的記憶與意識，藉此他得以指導她。然而，當他們來到泰斯凱蘭不久，這個機器發生故障，葉茲凱德不再回應。在文化聯絡人三海草與帝國顧問十九錛幫助下，瑪希特發現葉茲凱德的死與泰斯凱蘭帝國不斷循環的繼位危機有關————這是一場可能以併吞拉賽爾為目的的內戰危機。
馬婷表示這本書在許多觀點上是她對11世紀拜占庭帝國主義在亞美尼亞前線研究的科幻版本。

## 背景角色
故事以星際上的兩個國家，拉賽爾太空站與泰斯凱蘭帝國為背景。

### 萊賽爾太空站
位於星際邊陲的民族，主角瑪希特的故鄉。Lsel在該族語言中表示「傾聽」之意，注重族群傳承，他們有種獨特的意識裝置，能將先人的意識與記憶儲存其中，並透過手術植入後代的體內，使個體知識與經驗不因歲月消失代代相傳。

#### 瑪希特·德茲梅爾（Mahit Dzmare)
小說主角。

#### 伊斯坎德·阿哈敏（Yskandr Aghavn）
已逝的前任大使。

### 泰斯凱蘭帝國
橫跨星際的龐大帝國，以星際的征服者及優越的精緻文化自居。首都為「世界珍珠」。帝國重視文學，特別是詩作，習慣藉由文字透露出若有似無的訊息。泰斯凱蘭人的姓名由兩個名詞組成，第一個字為數字，可以顯示身份地位，第二字則以植物、工具或物品命名。

#### 三海草（Three Seagrass）
瑪希特在泰斯凱蘭帝國的文化嚮導。

#### 十九手斧（Nineteen Adze）
皇帝勳衛。

#### 六方位（Six Direction）
泰斯凱蘭帝國皇帝。

## 主題
艾馬爾·艾·莫塔（Amal el-Mohtar）在紐約時報的文章中，提到這本小說探索我們過去與未來自我的交叉點。注視著語言、文法與習俗，事情與征服的政治及更廣闊的文化交織在一起。
《The Verge》評述這本書討論機構記憶如何引導社會及形塑政治，並藉由對心懷擴張的泰斯凱蘭帝國以及激烈獨立的拉賽爾太空站兩者的世界觀進行比較，提出對於征服及殖民主義觀念的洞見。Tor.com強調泰斯凱蘭帝國認定瑪希特為「蠻夷」的程度。

## 評價
《名為帝國的記憶》獲得2020年雨果獎最佳長篇小說及2020年康普頓庫克獎(Compton Crook Award)，並入圍2019年星雲獎最佳長篇小說獎最終提名。
《出版者周刊》給予這本小說星級評論，稱其為「棒透的精巧太空歌劇」，大力讚揚其世界創建及背景故事。《科克斯書評》稱這本小說是「自信的開始」，並將此作與安·萊基以及李允夏的著作做正面的比較。紐約時報讚揚這本小說是「一本迷人的處女作，銳利如刀。」《The Verge》描述它是「一本優秀、引人入勝的小說，有著輕快的劇情，傑出的角色，以及大量閱讀結束後的思緒。」Tor.com稱此作是「一本令人讚嘆的處女作」，讚揚它的世界創建、角色塑造及微妙的筆法。

## 續作
小說的續作命名為《名為和平的荒蕪》（A Desolation Called Peace），2021年3月出版。故事背景設定為《名為帝國的記憶》事件過後的幾個月，部分活動在泰斯凱蘭首都「世界珍珠」及拉賽爾太空站，但主要發生在泰斯凱蘭邊界的戰艦群。瑪希特和三海草前往當地與不明生物交涉。

## 外部連結
- What’s in a Teixcalaanli Name? （页面存档备份，存于） , Tor.com書評。